# Stanisław Magnuszewski
Stanisław Magnuszewski (ur. 17 września 1888 w Dyneburgu, zm. 20 lutego 1968 w Kielcach) – podpułkownik saperów Wojska Polskiego, kawaler Orderu Virtuti Militari.

## Życiorys
Urodził się 17 września 1888 w Dyneburgu, w rodzinie Jarosława, powstańca styczniowego, i Ludwiki z Karłowiczów. Po ukończeniu nauki na poziomie szkoły początkowej, realnej oraz szkoły mechaniczno-technicznej w Briańsku w 1907 wstąpił do Wileńskiej Szkoły Junkrów Piechoty.
W 1909 został przeniesiony do  Aleksiejewskiej Szkoły Wojskowej w Moskwie, którą ukończył 6 sierpnia 1910 i otrzymał przydział do 3. kompanii 10 batalionu saperów w Ostrołęce. 1 października 1910 został wykładowcą w I oddziale klasy saperskiej, a od 1912 oficerem administracyjnym, dowódcą drużyny i komendantem składów oraz warsztatów i magazynów techniczno-mobilizacyjnych batalionu. Następnie w tym samym roku uczestniczył w kursie automobilowo-reflektorskim w Modlinie. 18 lipca 1914 wraz z ogłoszeniem mobilizacji wojennej objął korpuśny park inżynieryjny w 10 batalionie saperów z którym 24 lipca wyruszył na front. W 1916 zdał go i został przydzielony do 1. kompanii saperów jako młodszy oficer na froncie 4 Dywizji Piechoty VI Korpusu. Następnie został dowódcą: 2. kompanii saperów, 2. oddziału konnego kompanii reflektorów i kompanii reflektorów w 10 batalionie saperów. W czasie służby w armii rosyjskiej awansował na kolejne stopnie: podporucznika (starszeństwo z dniem 6 sierpnia 1910), porucznika (6 sierpnia 1913) i sztabskapitana (22 maja 1916).
W 1917 został przeniesiony do 1 pułku inżynieryjnego w I Korpusie Polskim na Wschodzie gen. Józefa Dowbora Muśnickiego, gdzie po przybyciu w październiku 1917 został przydzielony do 1. kompanii tegoż pułku. W styczniu 1918 brał udział w zdobyciu i zajęciu twierdzy Bobrujsk. Za wysadzenie torów i mostu kolejowego przy stacji Osipowicze na tyłach pozycji bolszewickich z nocy z 16 na 17 lutego 1918 został następnego dnia odznaczony przez dowódcę korpusu amarantową wstążką. Został dowódcą batalionu technicznego w 1 pułku inżynieryjnym. 3 lipca 1918 został mianowany kapitanem ze starszeństwem z dniem 27 stycznia 1916. W lipcu 1918 został zwolniony ze służby, w związku z demobilizacją I Korpusu Polskiego na Wschodzie.
Po demobilizacji postanowił dotrzeć do Polskiego Oddziału Murmańskiego. Został aresztowany przez bolszewików i osadzony w więzieniu w Woroneżu. Przebywał tam kilka miesięcy po czym uciekł z niego, a następnie dotarł do Białegostoku, gdzie został aresztowany przez Polaków jako rosyjski szpieg. Po kilku miesiącach internowania, po weryfikacji przez specjalną komisję wojskową udał się do Warszawy. 31 stycznia 1920 został przydzielony „czasowo aż do reaktywacji” z Kierownictwa Organizacji Żandarmerii Wojskowej do XIII batalionu saperów. 25 lutego 1920 został formalnie przyjęty do Wojska Polskiego z byłych Korpusów Wschodnich i byłej armii rosyjskiej, powołany z poboru z zatwierdzeniem posiadanego stopnia kapitana piechoty, zaliczony do Rezerwy armii i przydzielony do VIII batalionu saperów na stanowisko dowódcy batalionu. 26 marca 1920 został zatwierdzony z dniem 1 kwietnia 1920 w stopniu majora, w inżynierii i saperach, w grupie oficerów byłych Korpusów Wschodnich i byłej armii rosyjskiej.
W okresie pokojowym odbył kurs uzupełniający oficerów sztabowych saperów w Oficerskiej Szkole Saperów Kościuszkowskich na Powązkach w Warszawie. W czerwcu 1921 objął tymczasowo dowództwo nad 1 pułkiem saperów w Modlinie. 3 maja 1922 został zweryfikowany w stopniu podpułkownika ze starszeństwem z 1 czerwca 1919 i 14. lokatą w korpusie oficerów inżynierii i saperów. W listopadzie tego roku został zatwierdzony na stanowisku zastępcy dowódcy 1 pułku saperów. W kwietniu 1925 został przeniesiony do 9 pułku saperów w Brześciu na stanowisko jego dowódcy. We wrześniu 1926 został przeniesiony do 2 pułku saperów Kaniowskich w Puławach na stanowisko dowódcy. Od września 1927 do listopada 1927 odbył kurs w Rembertowie. W listopadzie 1928 został wyznaczony do odbycia 6 miesięcznego kursu oficerów sztabowych saperów w Wyższej Szkole Wojennej w Warszawie. W 1929 dowodzony przez niego oddział został przeformowany w 2 batalion saperów. W grudniu 1931 został zwolniony ze stanowiska dowódcy 2 batalionu saperów i oddany do dyspozycji dowódcy Okręgu Korpusu Nr I.
W styczniu 1932 przekazał dowodzenie 2 batalionem saperów kaniowskich majorowi Tadeuszowi Bisztydze i stanął przed komisją lekarską w Szpitalu Ujazdowskim, którą przeszedł pozytywnie. Niespełna dwa miesiące później został wezwany na drugą komisję rewizyjno-lekarską w gmachu Ministerstwa Spraw Wojskowych i w kwietniu tego roku na podstawie orzeczenia tej komisji został uznany za zupełnie i trwale niezdolnego do służby wojskowej. Z dniem 31 maja 1932 został przeniesiony w stan spoczynku. W 1934 jako oficer stanu spoczynku pozostawał w ewidencji Powiatowej Komendy Uzupełnień Puławy. Posiadał przydział do Oficerskiej Kadry Okręgowej Nr I. Był wówczas „przewidziany do użycia w czasie wojny”. W 1938 został przeniesiony do Oficerskiej Kadry Okręgowej Nr X.
W maju 1939 zgłosił się do Ministerstwa Spraw Wojskowych, aby w obliczu zbliżającego się zagrożenia wojennego służyć ojczyźnie swoim doświadczeniem, ale nie pozwolono mu jednak wstąpić do Wojska Polskiego, gdyż nadal ciążył na nim brak lojalności względem piłsudczyków w maju 1926. W trakcie kampanii wrześniowej 1939 próbował zaciągnąć się do służby szukając możliwości w Kielcach, Lublinie oraz Włodawie. Działania te zakończyły się niepowodzeniem. Po powrocie do Kielc nie brał udziału w żadnej działalności konspiracyjnej. Podczas okupacji niemieckiej, dzięki posiadanemu doświadczeniu medycznemu, opatrywał i leczył rannych partyzantów. Te umiejętności pozwoliły mu po wojnie na prowadzenie nielegalnej praktyki lekarskiej.
Po wojnie żył bardzo skromnie ze zwykłej emerytury starczej, gdyż władze komunistyczne nie uznawały jego przedwojennej emerytury wojskowej. Zmarł 20 lutego 1968 w Kielcach. Został pochowany w grobowcu rodzinnym Konopków na cmentarzu Starym w Kielcach.

## Ordery i odznaczenia
- Krzyż Srebrny Orderu Wojskowego Virtuti Militari nr 6775 (10 maja 1922)[20][21]
- Krzyż Niepodległości z Mieczami (20 lipca 1932)[22]
- Krzyż Walecznych (dwukrotnie, 1922)[23]
- Złoty Krzyż Zasługi (10 listopada 1928)[24][25]
- Medal Pamiątkowy za Wojnę 1918–1921
- Medal Dziesięciolecia Odzyskanej Niepodległości
- Amarantowa wstążka (18 lutego 1918)[26]
- Medal Zwycięstwa („Médaille Interalliée”) (1925)[27]
- Order Świętego Stanisława II klasy (Imperium Rosyjskie)
- Order Świętego Stanisława III klasy z mieczami i wstęgą (Imperium Rosyjskie, 15 listopada 1915)[28]
- Order Świętej Anny II klasy (Imperium Rosyjskie, 24 czerwca 1916)[28]
- Order Świętej Anny III klasy z mieczami i wstęgą (Imperium Rosyjskie, 18 kwietnia 1916)[28]
- Order Świętej Anny IV klasy (Imperium Rosyjskie)